# Both Sides of Life
Pour plus de détails, voir Fiche technique et Distribution.
Both Sides of Life est un film muet américain réalisé par Robert Z. Leonard et Lynn Reynolds, sorti en 1915.

## Fiche technique
- Titre : Both Sides of Life
- Réalisation : Robert Z. Leonard, Lynn Reynolds
- Scénario : L.V. Jefferson
- Producteur : Carl Laemmle
- Société de production :  Universal Film Manufacturing Company
- Société de distribution :  Universal Film Manufacturing Company
- Pays d'origine :  États-Unis
- Langue : film muet avec les intertitres en anglais
- Métrage : 900 m (3 bobines)
- Format : Noir et blanc — 35 mm — 1,33:1 — Muet
- Genre : Film dramatique
- Durée : 30 minutes
- Dates de sortie : 
  -  États-Unis : 9 septembre 1915

## Distribution
- Ella Hall : Ella
- Wyndham Standing : Paul Thorne
- Maude George : Blanche
- Allan Forrest : Larrabee
- Helen Wright
- D. Ahren